# 공동 농업 정책
공동 농업 정책(共同农业政策, Common Agricultural Policy, CAP)은 유럽 연합의 농업 보조를 위한 시스템이다. 공동농업정책에 충당하는 유럽 연합이 이 정책에 투자하는 예산은 2005년 기준으로 유럽 연합의 예산의 4300억 유로로 측정되었으며 이 금액은 전체의 44%를 차지한다.
공동농업정책은 최소 가격 보장, 유럽 연합 밖의 특정 물품에 대한 수입세 등을 포함하여 가격 보조 계획을 통해 곡물과 경작지에 대해 직접 보조금을 제공한다. 직접 보조금 제공은 다음과 같이 제공된다:
- 농지가 좋은 품질의 경작 기준(Good Agricultural Condition)을 유지한다.
- 다각화나 생산자 조합을 설립하는 등 농촌부의 발전에 기여한다.
- 환경에 기여하는 농지 운영을 실시한다.[2]

1992년까지 유럽 연합의 농업 지출 비용은 거의 유럽 연합 예산의 61%를 차지하였다. 2013년까지 전통적인 공동농업정책이 소비하는 몫은 거의 절반(32%)에 다다를 것이다. 이와 대조적으로 유럽 연합의 지방 정책에 대한 양은 1988년에 유럽 예산의 17%를 차지하였으나 2013년에는 그 두 배인 거의 36%에 이를 것으로 보고 있다.
공동농업정책의 목적은 농가에게는 적절한 생활 수준을, 소비자에게는 적정한 가격으로 품질 좋은 식품을 각각 제공하는 것이며, 또 농업의 문화 유산을 보호하는 것이다. 공동농업정책은 사회적 변화에 따라 식품의 안전이나 환경 보호, 채산성, 대체 연료 등의 중요성에 꾸준히 관심을 더해가고 있다.

## 로마 조약
1957년 당시 로마조약에 의해 창설된 구주경제공동체(EEC) 각 회원국들은 경제공동체를 모색하는데 있어 고용측면의 농업의 중요성 인정, 농업부문의 소득향상 필요성 인정, 농업에 대한 회원국 정부의 개별적 개입으로는 공동시장의 목표달성이 곤란하다는 인식하에 농업분야에 공동농업정책(CAP)을 도입하게 되었으며, 기본 운용원칙으로 농산물의 단일시장형성, 역내농산물 우선, 공동재정부담 원칙을 채택하였다.
로마 조약의 Article 39에 초기의 목적이 다음과 같이 적혀 있다
1. 기술 진보를 장려하고 생산 요인의 최적 이용(특히 노동 쪽에서)을 보장함으로써 생산성을 높인다.
2. 농업 환경의 삶의 공정한 표준은 보장한다.
3. 시장을 안정화한다.
4. 공급자의 이용성을 안정화한다.
5. 소비자에게 적당한 가격으로 음식을 제공한다.

## 유럽농업지도보증기금
단일시장형성을 통해 회원국간 관세 및 교역제한을 철폐하고 공동가격, 공동품질기준을 적용하며, 역내우선원칙에 따라 시장개입, 수출환불제 등을 통해 역내 농산물가격지지 및 판로를 확보하고 가변과징금 부과로 농산물 수입으로 인한 영향을 방지하며, 공동재정부담원칙에 따라 유럽농업지도보증기금(EAGGF ; European Agricultural Guidance and Guarantee Fund)을 설치 운영하게 되었다.

## 도입효과 및 문제점
공동농업정책의 도입으로 EU는 당초 목표로 삼았던 생산성향상, 식량의 안정적 공급체제 구축 등에 있어 가시적인 효과를 달성하였으나 농산물 가격을 높게 지지한 결과 소비증가를 초과하게 되어 1980년 이후부터는 과잉문제가 대두되었음. 한편 농산물 과잉으로 인한 유럽농업지도보증기금(EAGGF)중 수출보조 및 가격보조, 저장비용 보조 등이 급격히 늘어났으며 수입농산물의 감소로 인해 수입관세 및 부과금 징수액이 감소하여 EU의 재정에 부담을 가중시키게 되었으며 1980년대 들어 EU는 가변부과금 및 수출보조금 등에 힘입어 세계농산물시장에 본격적으로 시장점유율을 확대시킴에 따라 여타 주요농산물 수출국들이 EU의 수출보조금에 대해 이의제기를 하여 통상마찰을 일으켰다.

## 제1차 개혁
이와 같이 가격 지지를 위주로 한 공동농업정책은 주로 농산물의 과잉공급을 초래하여 1970년대에는 이를 해결하기 위한 여러 조치가 시행되었으며, 1980년대 들어서는 세계적으로 곡물과잉공급상태가 되어 농산물가격도 하락하여 재고증가 및 농업예산증가로 EU의 공동농업정책의 근본적 개혁의 필요성이 대두되었다.

## 의제 2000
1988년 제1차 공동농업정책 개혁에도 불구하고 생산과잉, 예산과다 등 문제점이 개선되지 않았으며 재고처분을 위한 수출보조금 지급확대 등은 주요 수출국들과의 무역마찰로 이어져 UR 농산물협상의 타결여부가 EU의 농업보조금감축과 연계되어 진행되어 결국 UR농업협정은 EU로 하여금 수출보조금을 양허토록 하여 더 이상 세계시장에 과잉농산물을 덤핑수출할 수 없게 되었으며, 총보조금에 대한 감축약속제시로 EU의 가격지지에 제한을 가하게 되었다. 이와 같이 UR 농산물협상의 타결은 농산물 과잉, 예산압박, 소비자의 농산물가격 인하요구 등 EU의 공동농업정책을 둘러싼 역내 개혁필요성과 역외의 개혁요구가 일치한 결과라고 볼 수 있다. CAP는 1999년 3월 11일 EU농업이사회에서 합의되었으며, 1999년 3월 24일부터 개최된 베를린 EU이사회(정상회의)에서 의제 2000(Agenda 2000)이 타결되었다.

## 같이 보기
- 의제 2000
- 공동어업정책